# Cerkev sv. Dominika, Izola
Cerkev svetega Dominika je majhna cerkev, ki stoji v Izoli. Ima manjši prezbiterij in preslico nad glavno fasado, posvečena pa je sveti Mariji in svetemu Dominiku. Cerkev je bila zgrajena v 15. stoletju. Takrat je bila osamljena stavba na obrobju mesta, vendar se zaradi širitve Izole v prejšnjem stoletju sedaj nahaja v središču mesta.